# Dziennik Warszawski (1825–1829)
Dziennik Warszawski – miesięcznik o charakterze naukowo-literackim ukazujący się w Warszawie od 1825 do 1829 roku.
Początkowo był wydawany przez Michała Podczaszyńskiego i Maurycego Mochnackiego, później przez Jana Kazimierza Ordyńca.
Stanowił kontynuację „Pamiętnika Warszawskiego”. Redakcja miesięcznika była związana z romantyzmem, w piśmie ukazywały się więc publikacje istotnie dla literatury romantycznej: w drugim numerze tego pisma zamieszczono rozprawę O duchu i źródłach poezji w Polszcze, a także Myśli o literaturze polskiej Michała Grabowskiego, poezje Adama Mickiewicza, utwory Seweryna Goszczyńskiego, Józefa Bohdana Zaleskiego, rozprawy Joachima Lelewela.
Od roku 1829 pismo traciło na popularności. Próbowano je kontynuować, wydając „Dekameron Polski”, nie przyniosło to jednak oczekiwanych skutków.